# Jan Kounen
Jan Kounen (Utrecht, 2 de maio de 1964) é um cineasta franco-neerlandês.

## Biografia
Jan Kounen (nascido em 2 de maio de 1964, Utrecht, Países Baixos) é um diretor de cinema francês e produtor nascido na Holanda
é conhecido principalmente por seus filmes Dobermann (1997), Blueberry, l'experiência secrete (2004) e 99 Francs (2007). 
Fora da França, ele é bastante conhecido por seu interesse na cultura Shipibo-Conibo e xamanismo, com a qual ele se familiarizou durante suas viagens para o México e Peru, e por alguns vídeos de música. Mais notáveis são os quatro vídeos que ele fez para o grupo inglês de pop Erasure na década de 1990 (incluindo três para o projeto Abba-esque): 
- "Lay all your love on me" (1992)
- "Voulez-vous" (1992)
- "S.O.S." (1992)
- "Always" (1994)

## Fimografia
- Les aventures de Jeff Blizzard (1986)
- The Broadsword (1986)
- Soft (1986)
- Het journaal (1987)
- Het virus (1987)
- Gisele Kerozene (1989)
- L'âge de plastic (1991)
- Capitaine X (aka Né pour mourir, 1994)
- Vibroboy (1993)
- Dobermann (1997)
- D'autres mondes (aka Other Worlds, 2004)
- Another Reality (TV documentary series, 2003)
- Blueberry, l'experience secrete (aka Blueberry, 2004)
- Darshan - L'étreinte (aka Darshan: The Embrace, 2005)
- The story of Panshin Beka, curta, segmento de 8, o filme (2006)[1]
- 99 Francs (2007)
- Coco Chanel & Igor Stravinsky (2009)
- Le Vol des cigognes (2013)
- Vape Wave (2015)
- Mère Océan (2016)
- Mon cousin (2020)